# Односи Русије и Немачке
Односи Русије и Немачке су инострани односи Руске Федерације и Савезне Републике Немачке.

## Историја односа
Током револуције у Русији 1917. Лењин је пуштен из неутралне Швајцарске кроз Немачку специјалним возом до неутралне Шведске бродом а одакле је прешао у Русију.

### Односи Совјетског Савеза и Немачке
Као последица примања Западне Немачке у НАТО пакт 1955. је створен Варшавски пакт.

### Односи Руске Федерације и Немачке
Руска војска се повукла из територије раније Источне Немачке до 1994.
Немачка је увела санкције Русији поводом Кримске кризе 2014.